# Гуапота
Гуапота (ісп. Guapotá) — місто і муніципалітет у північно-східній частині Колумбії, на території департаменту Сантандер. Входить до складу провінції Комунера.

## Історія
Поселення, з якого пізніше виросло місто, було засноване 5 вересня 1810 року . Муніципалітет Гуапота був виділений в окрему адміністративну одиницю у 1886 році.

## Географічне положення

Муніципалітет Гуапота

Місто розташоване в південній частині департаменту, в гірській місцевості Кордильєра-Орієнталь, на відстані приблизно 87 кілометрів на південний захід (SSW) від міста Букараманги, адміністративного центру департаменту. Абсолютна висота — 1480 метрів над рівнем моря .
Муніципалітет Гуапота межує на півночі з територією муніципалітету Пальмас-дель-Сокорро, на заході — з муніципалітетом Чима, на південному заході — з муніципалітетом Гуадалупе, на південному сході і на сході — з муніци . Площа муніципалітету становить 66,32 км .

## Населення
За даними Національного адміністративного департаменту статистики Колумбії, сукупна чисельність населення міста та муніципалітету у 2015 році становила 2139 осіб . Динаміка чисельності населення муніципалітету за роками:
| 2005 | 2006 | 2007 | 2008 | 2009 | 2010 | 2011 | 2012 | 2013 | 2014 | 2015 |
| ---- | ---- | ---- | ---- | ---- | ---- | ---- | ---- | ---- | ---- | ---- |
| 2271 | 2268 | 2245 | 2232 | 2218 | 2195 | 2188 | 2164 | 2160 | 2142 | 2139 |

За даними перепису 2005 року чоловіки становили 54 % населення Гуапоти, жінки — відповідно 46 %. У расовому відношенні все населення міста складали білі та метиси . Рівень грамотності серед населення становив 89 %.

## Економіка
Основу економіки Гуапот складає сільське господарство .
49,3 % від загальної кількості міських та муніципальних підприємств складають підприємства торгової сфери, 41,8 % — підприємства сфери обслуговування, 9 % — промислові підприємства .

## Транспорт
На захід від міста проходить національне шосе № 45А (ісп. Ruta Nacional 45А).